# Kirk Hammett
Kirk Lee Hammett (San Francisco, Kalifornia, 1962. november 18. –) amerikai gitáros, a Metallica együttes szólógitárosa.
A híres gitáros, Joe Satriani tanította gitározni. 2003-ban 11. helyre sorolták a Rolling Stone magazin Minden idők 100 legjobb gitárosa listáján, de a 2011-ben újra kiadott listán már nem szerepelt a neve.

## Élete

### Korai évek (1962–1980)
Kirk Hammett 1962. november 18-án született, San Franciscóban, a St. Luke’s Hospitalban filippínó anyától és ír kereskedelmi tengerész apától. Két testvére van, Rick és Tracy. 11 éves korában zongorázni tanult, viszont 3 zongoralecke után már kilépett, mert nem szerette tanárát. Hammett a De Anza középiskolába járt, Richmondba. Rick bátyja széles körű lemezkollekciójából merítve zenei érdeklődést, többek között Jimi Hendrix, a Led Zeppelin és a UFO alapozták meg szenvedélyét. 15 éves korára (1977) odáig jutott, hogy ő is gitárt ragadott. Az első példány egy Montgomery Ward volt, melyhez egy cipősdobozba beleszerelt kisebb hangszóró szolgált erősítőként.
Miután beszerzett egy 1978-as Fender Stratocastert, Kirk elkezdte megszerezni az egyes tartozékokat, hogy a legjobb hangzást érje el; mielőtt végleg beleszeretett volna az 1974-es Gibson V szárnyúba. Az erőfeszítés, hogy felszerelését frissítse, még arra is rábírta Hammettet, hogy a Burger Kingnél elvállaljon egy műszakot, csakhogy a pénz meglegyen az első Marshall erősítőhöz.

### Exodus (1980–1983)
Akkoriban alapították Paul Baloff-fal az Exodust, s a keleti parti thrash metal irányzat követőiként, a sorsuk kétszer is összehozta őket a Metallicával (1982 végén és 1983 elején egy-egy közös fellépésre).

### Metallica (1983 óta)
1983 áprilisában New Yorkból a Metallica telefonon kereste meg. Azt szerették volna, ha Hammett felszáll egy gépre és megjelenik egy próbafelvételen. Hammett összegyűjtötte a pénzt a repülőjegyre, és életében először elhagyta Kaliforniát. Miután találkozott a zenekar tagjaival, rögtön tudták, hogy jó lesz, annak ellenére, hogy formálisan soha senki nem hívta meg Hammettet, hogy tagként csatlakozzon.
Megrögzött diákként, Hammett a Kill ’Em All című lemezhez kapcsolódó turné során Joe Satrianitól vett leckéket. Hammett kedvenc gitárja az ESP Mummy, amelynek a grafikáját le is védette.

## Magánélete
Hammett első házassága 1990-ben ért véget, a Metallica felvételei közben. Jelenleg San Franciscóban lakik, második feleségével, Lanivel. 2006. szeptember 29-én megszületett első gyermekük, Angel Ray Keala Hammett.

## Diszkográfia

### Exodus
- 1982 Demo

### Metallica
- Kill ’Em All
- Ride the Lightning
- Master of Puppets
- …And Justice for All
- Metallica
- Load
- ReLoad
- St. Anger
- Death Magnetic
- Lulu
- Hardwired… to Self-Destruct (2016)[3]
- 72 Seasons (2023)

### Death Angel
- Kill As One (demó, 1986) (Producer)